# Иванов, Валентин Гаврилович
Валентин Гаврилович Иванов (Капон-Иванов; укр. Валентин Гаврилович Іванов; 21 января 1936, Часов Яр, Сталинская область — 2 апреля 2008, Харьков) — советский и украинский композитор, домрист

, музыкальный педагог. Заслуженный работник культуры Украины (2004). Член Национального союза композиторов Украины (с 1991). 
Президент Харьковского караимского национально-культурного общества «Карай» (1995—2008). Внёс вклад в сохранение и развитие караимского музыкального искусства.

## Биография
Родился 21 января 1936 года в пгт Часов Яр Донецкой области в семье инженера. 
В возрасте 10 лет научился играть на бандуре, выступал с оркестром народных инструментов при дворце пионеров. Позже освоил игру на домре, баяне, аккордеоне, фортепиано, гитаре, банджо, балалайке и ударных. В 1958 году окончил факультет народных инструментов Харьковской консерватории по классам домры В. Михелиса и дирижирования К. Дорошенко. В 1976 году окончил Харьковский институт искусств по классу композиции И. Ковача.
В 1958—1959 годах — преподаватель Черновицкого музыкального училища; в 1960—1965 — руководитель эстрадного ансамбля Сталинской (Донецкой) филармонии; в 1966–1978 — заведующий музыкальной частью Харьковского ТЮЗа; в 1979—1993 — руководитель народного женского эстрадного оркестра «Орбита» Дома культуры строителей (Харьков); в 1993—1994 — главный дирижёр Харьковского цирка. В 1966–1996 годах — преподаватель Харьковского института искусств, в 1972—1996 — института культуры. С 1995 по 2008 год являлся президентом Харьковского караимского национально-культурного и религиозного общества «Карай». Добивался возвращения в собственность караимской религиозной общины здания бывшей харьковской кенассы, что и было осуществлено в 2006 году.
С 1982 года член Союза композиторов СССР; с 1991 — Национального союза композиторов Украины. С 1995 года — член президиума Джазовой ассоциации Украины.
Умер 2 апреля 2008 года в Харькове.

### Семья
- Отец — Гавриил Яковлевич Иванов (род. 1888, Славянск), инженер, участник Гражданской войны, работал в Часовом Яре техником Новошамотного завода, в 1937 году арестован и приговорён к расстрелу, реабилитирован в 1956 году[2][7][8]. Мать происходила из караимской семьи Капонов, работала детским врачом[9].

- Брат — Перекоп Гаврилович Иванов (Капон-Иванов; 1924, Харьков — 1973, Киев), певец-бандурист и педагог, участник Великой Отечественной войны. В 1962—1967 — артист и концертмейстер Капеллы бандуристов УССР. Разработал новую конструкцию киевско-харьковской бандуры[10].
- Сын — Валентин Валентинович Иванов, музыкант широкого профиля, певец и аранжировщик[11].

## Творчество
Творчеству композитора характерно разнообразие жанрово-стилевых предпочтений, стремление соединить черты академизма, фольклоризма и импровизационности. Написал многочисленные песни, произведения для струнных и духовых инструментов, дуэты для различных инструментов с фортепиано, симфонии, а также музыку для спектаклей. Иванов — автор более двадцати песен о Харькове и оперы об основании Харькова «Да будет град». 
Будучи одним из создателей современной караимской эстрадной песни, часто обращался к караимской тематике, активно использовал караимский фольклор, в частности, его ладовые и ритмические особенности. В 1997 году создал симфоническую поэму «Гулюш-Тота», которую посвятил памяти своей матери. Автор цикла «Цветы» из 22 фортепианных пьес и ансамблей, написанных на основе караимских мотивов. Также писал музыку для караимского танцевального ансамбля из Евпатории «Фидан». 

## Награды и звания
- Лауреат III Международного фестиваля патриотической песни «Солдаты мира» (2002)[1]
- Заслуженный работник культуры Украины (2004)

## Произведения
- 1975 г. — "Ивовая дощечка" - вариации на тему украинской народной песни. — 4', «Рондо» для альта и фортепиано — 5', «Концертино» для фортепиано и камерного оркестра — 7'.
- 1976 г. — «Симфония» — 20' Квартет № 1 — 5' Квартет № 2 (украинский) — 12'
- 1981 г. — «Концертино» для домры и фортепиано — 6' вариант с симфоническим оркестром — 6' "Концертино для баяна и фортепиано — 7'
- 1982 г. — "Концертино" для балалайки и фортепиано — 5,5' вариант с симфоническим оркестром - 5,5' пьесы для домры и фортепиано: "украинский танец", "Челита" (обр. род. песни), «Ой на горе два дубки» (обработка), «Повій вітре на Вкраїну» (обработка), «Старокрымская хайтарма» (обработка) и другие.
- 1983 г. — «Возле монумента скорбящей матери» — поэма для 4-х тромбонов, литавр, ударных и колоколов — 10' «Концерт» для3-х труб и 2-х тромбонов в 3-х частях — 15' Пьеса для 2-х труб и 2-х тромбонов — «Вальс» — 3' «Копал копал колодец» (обработка рус.род. песни) - 3,5'
- 1984 г. — Соната № 1 для фортепиано — 5' Соната № 2 для фортепиано — 5,5' Соната № 3 для фортепиано (джазовая) — 6'.
- 1985 г. — «Концертино» для альт-саксофона и биг-бенда — 10' Соната для альт-саксофона и фортепиано в 3-х частях — 15' «Элегия»(джазовая) для трубы и фортепиано — 5'
- 1987 г. — "Полифонический альбом для фортепиано на материале народных песен — 30'.
- 1988 г. — "48 прелюдий и фуг для фортепиано (1-й том — 30, 2-й том — 45, 3-й том (джазовые) — 40', 4-й том «Времена года» — 45'.
- 1989 г. — «Концертино» для баритона и духового оркестра — 6' «Марш» для духового оркестра — 3'.
- 1990 г. — Поэма для тромбона и фортепиано — 5,5' «Поэма» для кларнета и фортепиано — 5' «Сентябрь в Париже»-вальс для симфонического оркестра — 5'.
- 1991 г. — «Поэма» для альта (струнного) и фортепиано — 7' «Юмореска» для трубы и фортепиано — 3' «Песня и танец» для трубы и фортепиано — 4' «Вальс» для кларнета и фортепиано — 3'.
- 1992 г. — «Концертино» № 1 (детское) для фортепиано в 4 руки — 5' вариант с камерным оркестром — 5' «Концертино» № 2 (детское) для 2-х фортепиано — 5,5'.
- 1996 г. - "Крымская сюита «для фортепиано — 10'» Караимская сюита «для фортепиано — 8' "мелодии караимской свадьбы" — сборник детских пьес для фортепиано.
- 1997 г. — «Гулюш-Тота» - симфоническая поэма по караимской народной легенде.
- 1999 г. — «Три сестры» - вальс для фортепиано по мотивам пьесы А. П. Чехова — 5' вариант для симфонического оркестра.
- 2000 г. — «Цветы в музыке, легендах и преданиях»-цикл детских пьес для фортепиано, фортепиано в 4 руки и ансамблей разного состава.
- 2001 г. — «Алиса в стране чудес» - пьесы для фортепиано и фортепиано в 4 руки по мотивам сказки Льюиса Кэрролла — 30'.
- 2002 г. — 6 пьес для фортепиано и фортепиано в 4 руки по мотивам рассказов А. П. Чехова.
- 2005 г. — Опера "Да будет Град «(либретто М. Вярвильского, л. Куколева, Н.Акимовой, И. Саратова) в 2-х действиях, 8-ми картинах, По легенде Г. Квитки-Основяненко "Основание Харькова".

## Издание произведений
- «Концертино» для домры и фортепиано. Киев,»Музыкальная Украина". 1990 г.
- «Без надежды надеюсь» — стихи Л. Украинки, для голоса (или хора) с фортепиано. Харьков. Институт музыковедения.
- «Мелодии Караимской свадьбы» - сборник пес для детей на материале караимских народных песен. Национальный Союз композиторов Украины, Харьковская организация-2003 г.
- «Объединяемся» - песни, баллады, романсы в сопровождении фортепиано (96 клавиров). Харьков. «Майдан».2005 г.
- «Мы поем» -детские песни гаджиян. Выпуск №1, №2. Харьков. 2004 г.

## Дискография. Аудиозаписи
- Компакт-диски эстрадной песни: «Слобожанская столица», «Иду за Солнцем»; Караимские компакт-диски: «Мы караимы», «Под небом Джуфт-Кале»;
- Симфоническая и камерная музыка (записи из концертных залов).